# Ingrid Suckaer
Ingrid Suckaer es una periodista cultural, escritora, crítica, curadora e investigadora de arte moderno y contemporáneo. Miembro artístico del Sistema  Nacional  de Creadores de Arte (SNCA) del Fondo Nacional para la Cultura y las Artes (FONCA), emisiones 2013 y 2017.
Actualmente  desarrolla  el proyecto "Testigos de la Memoria. Un acercamiento al arte social en México" como miembro del Sistema Nacional  de  Creadores  de  Arte,  en el que la autora se adentra  en el estudio de proyectos artísticos con comunidades y sectores relegados  socialmente  lo  que  permite  subsanar  un vacío en el estudio del arte contemporáneo mexicano y reflexionar acerca de cómo  el  arte  social  observa  el  derecho  universal  de  acceso  al  arte  y  la  cultura. A través del testimonio de personas que han participado  en  obras  colectivas  se  muestra  la  perspectiva  desde la microhistoria (historia individual o historia local), que es una versión alternativa de la historia oficial.
De  origen  guatemalteco,  Ingrid  Suckaer  al  llegar  a  México  queda  cautivada  por  la  obra de Rufino Tamayo y emprende como proyecto personal el escribir su biografía.   Tras  cinco  años  de  entrevistas  con  el artista  e  investigación en diversos archivos, instituciones  y  lugares  en  México  logra  un  primer  acercamiento.   Auspiciada  por la Fundación Rockefeller, a través de Curare, Espacio  Crítico  para  las  Artes,  recibió  una  beca en el proyecto Revisiones del Arte en México, para realizar estudios y consultar distintos  archivos  de Estados Unidos y Francia que resguardan información de Tamayo.  Unos años después de obtener una beca del FONCA, en el año 2000, publica Rufino Tamayo. Aproximaciones.
Sin duda una de las personalidades más importantes del siglo XX, con esta biografía del pintor, muralista y grabador, Ingrid Suckaer integra  su  historia  al  acervo  bibliográfico de diversas bibliotecas públicas nacionales y del extranjero, no solo como el reconocido artista icono del muralismo, sino en la dimensión humana de sus más particulares y profundos intereses.

## Trayectoria
Su trayectoria en el ámbito cultural y artístico de México es extensa y variada. Ingrid Suckaer ha vivido el arte en distintos aspectos de su vida siempre como un ejercicio de libertad. La definen un incuestionable compromiso social y una postura crítica que han sido el eje de su obra. La figura de Rufino Tamayo, con quien convivió varios años para la realización de su biografía, permaneció como guía, como muestra de humanismo y voluntad, como ejemplo de quien  defiende sus ideales y se sobrepone a las adversidades de la vida en forma creativa.
En el año 2013 es acreedora a la beca del Sistema  Nacional  de Creadores de Arte del Fondo Nacional para la Cultura y las Artes en el área de Ensayo, lo que le permite dedicarse a la investigación del arte indígena contemporáneo en América Latina los años siguientes, este esfuerzo es concretado en la publicación de Arte Indígena Contemporáneo. Dignidad de la memoria y apertura de cánones, que se presentó el en el Museo Tamayo Arte Contemporáneo. En esta obra, marcada por su fuerte compromiso social, la autora reflexiona acerca de la tradición occidental del arte que nos ha impedido apreciar otras estéticas, considerando también fenómenos de alta relevancia como la posmodernidad y el capitalismo.
Impactada por la ola de violencia en México, Ingrid Suckaer reflexiona acerca de la necesidad de que cada persona  conozca la conciencia, no solo como un término abstracto, sino como el inicio  de una actitud  proactiva al  darse cuenta de la  importancia del individuo en el  entramado social, que cada quien se asuma a sí mismo como un agente de cambio a través de los roles sociales que desempeña. La escritora hace un llamado a la sociedad en general a sumarse a este esfuerzo para generar una sinergia y le apuesta a la educación en un sentido amplio e integral mediante actividades incluyentes, creativas, artísticas, teóricas y respaldadas por profesionales en distintos campos. El ensayo “Conciencia personal y colectiva”  es publicado en La Jornada Semanal.
En  2012  Ingrid  Suckaer  realiza  la  primera  actividad  pública  de su  proyecto  Conciencia+arte, una  propuesta interdisciplinaria que funda con el doble objetivo de reflexionar acerca  de la riqueza de la joyería y bisutería artesanales mexicanas y la necesidad de apoyar a quienes se dedican a ello. Alarmada por el impacto del consumo de bisutería china en  los  mercados  locales -e incluso tiendas departamentales- decide  unirse con un pequeño grupo de artesanas y ofrecer productos de calidad y belleza característica del trabajo mexicano. 
En  el  año  2008  realiza  una  importante  investigación  en archivos y bibliotecas de México y el extranjero para la exposición Diego por Frida Kahlo, en el Museo Frida Kahlo. Un producto de  esta exploración es el ensayo "Espejo de contrastes" que detalla la información de la correspondencia entre Diego Rivera y Albert Einstein publicado en La Jornada Semanal y retomado en distintos medios.
En  el  año  2000 recibe la invitación de Sari Bermúdez (entonces presidente del Consejo Nacional para la Cultura y las Artes) para dirigir el Museo Mural Diego Rivera. La crítica e investigadora  debe  declinar  la  invitación  por  su  compromiso  previo  con  Leonora Carrington  para la curaduría de la muestra Leonora Carrington. La vocación y sus reflejos presentada  en  2003  en  el  Museo  de  la  Secretaría  de  Hacienda  y Crédito Público, Antiguo Palacio del Arzobispado. En ella reinterpreta a la pintora al cuestionar su identidad surrealista y profundizar en las dimensiones espirituales de su poética.
De  1999  a  2004  es  curadora  en  jefe  del  Museo  de  la SHCP, Antiguo Palacio del Arzobispado. Destacan en su ejercicio la fundación y dirección del Seminario de Análisis del Discurso  Plástico  y  Visual  en 1999 y la coordinación curatorial de Artistes mexicains. Quand les impôts deviennent un régal pour l’esprit. Collection des biens patrimoniaux et du paienent en nature, muestra organizada para el Centre Culturel du Mexique à Paris, Francia en 2000. Esa fue la primera ocasión en que una selección de las obras representativas de la Colección Pago en Especie, perteneciente al programa del mismo nombre de la SHCP, se exhibió en el extranjero.
De 1992 a 1994 pertenece al equipo de programación de Canal 22 en México, D.F. Entre otras actividades, se encarga de editar las cápsulas informativas de arte para orientación del espectador.
En  1987  es asistente de la Subdirección del Museo Rufino Tamayo durante las actividades preparatorias del Homenaje Tamayo 70, organizado por el Instituto Nacional de Bellas Artes para celebrar los setenta años de vida artística del maestro.

## Distinciones y apoyos
- En el año 2017 recibe la beca del Sistema Nacional de Creadores de Arte del Fondo Nacional para la Cultura y las Artes (FONCA) para el desarrollo del proyecto "Testigos de la memoria. Un acercamiento al arte social en México"
- En el año 2013  recibe  la  beca  del  Sistema  Nacional  de  Creadores  de  Arte del Fondo Nacional para la Cultura y las Artes (FONCA) y desarrolla los proyectos:Arte indígena contemporáneo. Dignidad de la memoria y apertura de cánones (2017),  Posmodernidad. Del desencanto a la exigencia de un arte ético (2016),  libro calificado por el escritor y crítico literario Sergio González Rodríguez entre los mejores ensayos publicados en México en 2016  y Maribel Portela. Naturaleza frágil (2015).
- En  el  año  2005  obtuvo  el  apoyo  del  Programa  de  Fomento  a Proyectos y Coinversiones Culturales del Fondo Nacional para la Cultura y las Artes (FONCA), para escribir el ensayo Erotismo de primera mano. Artes plásticas y visuales en México (siglos XX-XXI).  Al respecto de este libro escribe Blanca González Rosas  en la Revista Proceso y fue calificado por el escritor y crítico literario Sergio González Rodríguez entre los mejores libros de arte publicados en México en 2011.
- En  1997  obtuvo  el  apoyo  del  Programa  de  Fomento  a  Proyectos y Coinversiones Culturales del Fondo Nacional para la Cultura y las Artes (FONCA), para escribir el ensayo biográfico Rufino Tamayo. Aproximaciones, que se publica con la Editorial Praxis en el año 2000.
- De 1995 a 1996, auspiciada por la Fundación Rockefeller, a través de Curare, Espacio Crítico para las Artes, obtuvo una beca en el proyecto Revisiones del arte en México, para realizar estudios y consultar distintos archivos de Estados Unidos y Francia que resguardan información del pintor Rufino Tamayo.
- En 1985 es becada por la Escuela Internacional de Periodismo José Martí, para cursar el diplomado Las nuevas tendencias en el periodismo latinoamericano en La Habana, Cuba.

## Curaduría de arte
La  trayectoria  de  Ingrid  Suckaer  en  la  curaduría  de  arte  es  extensa  y  marcada  con  una  línea muy personal. El arte en su vida ha sido, además de su vocación y desarrollo profesional,  una  forma  de  crítica  social  y  de  defensa  de  sectores  marginados.  Como  curadora  en  Jefe  del Museo de la SHCP, Antiguo Palacio del Arzobispado, se propuso profesionalizar la curaduría —una disciplina apenas introducida en México a inicios de los años noventa— y fundó y dirigió el Seminario de Análisis del Discurso Plástico y Visual en 1999 con el objetivo de analizar la  producción artística contemporánea  en México y el extranjero,  así como las  respectivas propuestas curatoriales. Bajo su dirección, por primera vez una muestra de las obras representativas de la Colección Pago en Especie se exhibió en París, Francia. 
En la  curaduría y coordinación de más de 60 exposiciones de arte moderno  y contemporáneo de México que ha realizado es patente el compromiso social de la investigadora y la pasión con que desarrolla su trabajo. Como lo menciona en Erotismo de primera mano: “El artista es un detonante que evidencia las prácticas de censura instrumentadas desde las instituciones gubernamentales o privadas; muestra ante la sociedad cómo,  marcadas por la ideología, la religión y la política,  la intransigencia y la censura han sido históricamente filtro y sistema de restricción para tergiversar la creación y difusión artísticas”, por lo que al hacernos mirar hacia las manifestaciones artísticas no hegemónicas, incita a la reflexión no solo de lo que es el arte, sino desde dónde y por qué se imponen ciertas formas como tal.
- Ingrid  Suckaer,  conmovida  por  el  sufrimiento  que  conoce  de  tiempo  atrás  y  ahora  ve  en  México,  se  acerca  a  un  tema  que  ha  marcado a la sociedad mexicana: las desapariciones  de  mujeres  en el  norte  del  país.  Tras  esta  investigación  escribe  el  artículo  La resistencia estética: las desaparecidas de Ciudad Juárez y Chihuahua  y posteriormente  participa  como  curadora para la exposición fotográfica Mayra Martell. Sueños Robados: las desaparecidas de ciudad Juárez y Chihuahua en el enrejado del atrio de la Basílica de Guanajuato en 2014 para el 42 Festival Internacional Cervantino
- Maribel Portela. Rosarium Philosophorum, en Ex-Teresa Arte Actual, en marzo de 2010.
- La  exposición  retrospectiva  1989-2009. Veinte años. Creación en movimiento  para la  Biblioteca Vasconcelos,  realizada con  Alejandro Cortés y Santiago Espinosa de los Monteros en 2010.
- Leonora Carrington. La vocación y sus reflejos, Museo de la SHCP, Antiguo Palacio del Arzobispado, México, en 2003-2004.
- La  coordinación  académica  de  la  muestra Francisco Toledo. Los cuadernos de la mierda. Archivado el 16 de septiembre de 2017 en Wayback Machine.  Colección  Pago en Especie de la SHCP,  Museo de la SHCP, Antiguo Palacio del Arzobispado, en 2003, presentada en el contexto del XIX Festival del Centro Histórico de la Ciudad de México.
- La coordinación académica de la muestra internacional Satellites of Fashion. Diseño Británico contemporáneo, organizada por The British Council y exhibida en el Museo de la SHCP, Antiguo Palacio del Arzobispado en 2002.
- La co-curaduría con la artista de Maribel Portela. De ritos y colectores, presentada en la Galería de la SHCP, en 2001.
- La curaduría y coordinación de Sólo un guiño: Escultura mexicana en cerámica (Just a glance: Mexican ceramic sculpture), exposición itinerante integrada por 76 obras de 16 artistas mexicanos y extranjeros residentes en México.
- La curaduría de Nuestra Tierra: Cerámica artística contemporánea de México (Esculturas y relieves, vasijas y arte objeto) en 1998, para la Biblioteca Central de Fort Worth, Dallas, Texas. La muestra reunió 48 obras de 22 artistas  y formó parte de las actividades de la Trigésimo Segunda Reunión del National Council on Education for the Ceramic Arts de Estados Unidos de América.

## Ponencias y conferencias
En  su  papel  de  comunicadora,  Ingrid  Suckaer  ha  llevado  un  mensaje  de  apertura  y posibilidad ahí donde otros ven obstáculos y negaciones. Al especializarse en arte social, destaca  valores  y  sensibilidades  que  potencializan  la  creación  artística  más  allá de una estética mercantil. Al ser una de las pocas especialistas en su ramo, ha sido invitada a compartir  su  experiencia  y  conocimiento  a  distintos foros,  destacando  universidades  y  museos. El público atraído por su obra es variado, aunque la idea de una sociedad más justa  hace  particular  eco en  los jóvenes. A partir de su experiencia de juventud y lo que significó su temprano contacto con el arte, Ingrid Suckaer pretende ser un puente entre los ejemplos de vida de personajes como Rufino Tamayo, los artistas provenientes de pueblos originarios y todo ser humano que a partir de la toma de conciencia de sí mismo salga de las limitantes tanto personales como de una sociedad construida con privilegios para unos cuantos. Algunas de sus participaciones son:
- Posmodernidad. Del desencanto a la exigencia de un arte ético,  Conferencia  en  el Foro Internacional Aciertos y Retos de la Difusión Cultural y Extensión Universitaria; Debate: ¿Qué hacemos con el arte? Centro Vlady-UACM. 17 de noviembre, Ciudad de México, 2016.
- Rufino Tamayo y su conciencia integral Conferencia magistral en el Museo de la plástica "Desiderio H. Xochitiotzin", Tlaxcala, Tlaxcala, el 23 de noviembre de 2016.
- La resistencia estética, las desaparecidas de Ciudad Juárez y Chihuahua, conferencia impartida el 12 de enero de 2015 en el marco de la 9.ª Jornada Académica de Formación y Actualización Docente, Auditorio de la Facultad de Humanidades, Universidad de Ciencias y Artes de Chiapas, México.
- Erotismo de primera mano, artes plásticas y visuales en México, Facultad de Artes en el Campus Universitario,  Universidad  de Ciencias y Artes de Chiapas. 5 de junio de 2014.
- Arte indígena contemporáneo: dignidad de la memoria y apertura de cánones, conferencia magistral presentada el 10 de agosto de 2012 como  parte de las actividades de clausura de la 1.ª Bienal Continental de Artes Indígenas Contemporáneas, Museo Nacional de Culturas Populares. México, D.F.
- Laberintos y sinergias: la curaduría y la crítica de arte. Maneras de legitimar el discurso,  ponencia  presentada  el 8 de noviembre de 2008 en el Teatro Mérida, Mérida, Yucatán, Jornadas de Crítica de Arte AICA 2008.  La  misma  ponencia  fue  presentada  el  11  de  febrero  de  2009  a  los  alumnos del Posgrado en Historia del Arte, en el Seminario de Investigación  del  Arte  del Siglo XX:  Pintura  y  herejías  siglo XX-XXI,  a  cargo  del  Mtro. Jorge  Alberto  Manrique,  Facultad  de  Filosofía  y  Letras  de  la  UNAM. México, D.F.
- Rastros biográficos.  Escultura mexicana en cerámica,  conferencia  impartida   en   el   Museo   Regional  de  Historia  de  Tamaulipas,  dentro  del  ciclo “Hacia los Festejos del Bicentenario de la Independencia y el Centenario de la Revolución”, Ciudad Victoria, Tamaulipas, 10 de julio de 2008.
- Nuevas Lecturas sobre Tamayo,  conferencia  impartida  el  19  de enero de 2008 en el Museo Tamayo Arte Contemporáneo en el contexto de la clausura de la muestra Tamayo reinterpretado (25 de octubre de 2007 – 20 de enero de 2008). Museo Tamayo Arte Contemporáneo. Ciudad de México.
- Una sola masa: barro y palabra. La cerámica artística en México, conferencia en el Simposio Internacional de Cerámica Escultórica Monumental en Xalapa, Xalapa, Veracruz, 13 de febrero de 2007. México.
- La resignificación del erotismo: del devenir histórico a la experiencia del artista, conferencia presentada dentro del Seminario Nacional para Artistas Escénicos 2006, coordinado por el Centro Nacional de Investigación, Documentación e Información de la Danza José Limón, (CENIDID), Centro Nacional de las Artes (CNCA-INBA-Cenart), 10 de enero de 2006. Ciudad de México.
- Acerca de espacios: ¿sinergias de la moda o maneras de oficializar el discurso curatorial?,  conferencia  presentada  en  el II  Coloquio  de  Arte  Contemporáneo:  El arte y sus descontentos, Facultad de Bellas Artes, Universidad Autónoma de Querétaro, 21 de abril de 2005. Querétaro. México.
- Diseño curatorial de la muestra Sólo un guiño: Escultura mexicana en cerámica, conferencia presentada en el Seminario de Reflexión  Curaduría y Museos,  Museo Nacional de El Carmen (CNCA-INAH), 15 de diciembre de 2004. México D.F.
- Rufino Tamayo, una búsqueda en Oaxaca, ponencia que presenta invitada por el Museo de Arte Contemporáneo de Oaxaca (MACO), el 17 de octubre de 1992, en la que expuso su experiencia como investigadora en los diferentes archivos oaxaqueños consultados para recabar información inédita sobre la infancia del pintor Rufino Tamayo
- Los periodistas ante la sociedad. El Impacto de la nueva tecnología en América Latina, ponencia escrita conjuntamente con Dardo Fernández para el Primer Encuentro Nacional de Periodistas Democráticos de México, Zacatecas, Zac., 29 de agosto de 1986. México.

## Participación como Jurado
La formación profesional de Ingrid Suckaer le brindó los elementos técnicos para realizar su trabajo, su vida personal los valores y la sensibilidad para valorar la belleza y el mérito en los creadores. Su voz es reconocida en el medio cultural en México como la de una especialista en su ramo, por lo que ha sido invitada a participar como jurado en importantes eventos, entre ellos: 
- En la Selección y Premiación de la Tercera Bienal de Cerámica Utilitaria Museo Franz Mayer, 9 de noviembre de 2006. México, D.F.
- En la Selección y Premiación de la Bienal de Arte en Cerámica Premio Nuevo León 2005, Monterrey, N.L. 24-25 de agosto y 29-30 de septiembre de 2005.

- En la  Comisión  del  Programa de  Apoyo  para Estudios en el Extranjero en el área de Artes Visuales del Fondo Nacional para la Cultura y las Artes (FONCA) en los años 2003, 2004 y 2005.
- En el Concurso de diseño y confección de sombreros, convocado por The British Council y el periódico Reforma, en el contexto de la exposición itinerante Satellites of fashion.  Diseño británico contemporáneo, exhibida en el Museo de la SHCP, Antiguo Palacio del Arzobispado en 2002.
- Miembro  del  Comité  de  Selección  y  Valuación  del Programa Pago en Especie de la Secretaría de Hacienda y Crédito Público, México, D.F.; Oaxaca, Oaxaca; Nuevo León, Monterrey; Guadalajara, Jalisco en 1999 y 2000.
- En la Segunda Bienal Internacional de Arte en Cerámica, en Monterrey, México, en 1998.

## Obra publicada
Ingrid Suckaer se ha especializado en el arte moderno y contemporáneo de México, partiendo de su experiencia personal con el pintor, grabador y muralista Rufino Tamayo. Como escritora ha realizado ensayos, críticas, reseñas, ponencias e incluso cuentos; además de colaboraciones para distintos medios impresos, destacando entre ellos la sección Arcilla, del suplemento  "Dominical"  del periódico  El Nacional.  La investigación  que  ha llevado a cabo para cada uno de sus proyectos ha sido exhaustiva y comprometida, realizando la búsqueda de las fuentes adecuadas y plasmando los resultados en una amplia obra publicada:

### Libros
- Arte indígena contemporáneo. Dignidad de la memoria y apertura de cánones, trad. al inglés Tanya Huntington, Samsara/FONCA, México, 2017, 96 pp.
- Posmodernidad. Del desencanto a la exigencia de un arte ético, trad. al inglés Tanya Huntington, Samsara/FONCA, México, 2016, 48 pp.
- Maribel Portela. Naturaleza frágil, trad. al inglés Tanya Huntington; trad. al francés Serge Alexanderson, Samsara/FONCA, México, 2015, 54 pp.
- Erotismo de primera mano. Artes plásticas y visuales en México (siglos XX-XXI), Editorial Praxis, México, 2011, 140 pp.
- Santa Helena, presentación de Javier Sicilia; trad. al inglés Eric Hamovitch y Patricia Pérez Walters; Editorial Praxis, México, 2005, 68 pp.
- Rufino Tamayo. Aproximaciones, Editorial Praxis, México, 2000, 496 pp.
- Sólo  un  guiño:  escultura  mexicana  en  cerámica  (Just a glance: Mexican ceramic sculpture), trad. al inglés Eric Hamovitch; adenda con trad. al francés Robert Amutio, SRE-Conaculta-Editorial Praxis, México, 1998, 148 pp.

### Ensayos
- “Mónica Dower. Estética de la memoria”, La Jornada Semanal, México, 3 de marzo de 2013.
- “Conciencia personal y colectiva”, La Jornada Semanal, México, 29 de julio de 2012.
- “El arte cósmico de Tamayo”, El Financiero, México, 10 de agosto de 2010.
- “Las desaparecidas de Ciudad Juárez y Chihuahua. Contra el olvido la resistencia estética de Mayra Martell”, La Jornada Semanal, México, 11 de octubre de 2009.
- “Espejo de contrastes: el Archivo Frida Kahlo y Diego Rivera”, La Jornada Semanal, México, 22 de febrero de 2009.
- “Barro y Palabra. La cerámica artística contemporánea en México”, La palabra y el hombre.   Revista  de  la  Universidad Veracruzana, núm. 3, Tercera Época, Xalapa-Veracruz, enero-marzo de 2008.  Extracto  de  la  ponencia  leída  en  el  Simposio  Internacional  de  Cerámica Escultórica Monumental en Xalapa, Xalapa, Veracruz, 13 de febrero de 2007.
- “La Galería Metropolitana”,  Casa del Tiempo, núm. 80, Vol. VII, Época III, México, septiembre de 2005.  Bajo el título “Galería Metropolitana, 15 años después”, este ensayo fue publicado originalmente en noviembre de 1994 en el contexto del 15 aniversario de la galería; en 2005 fue reeditado en el número especial que celebra el XXV Aniversario de la revista.
- “Luis Cardoza y Aragón. México, su residencia definitiva”, Tierra Adentro, núm. 88, México, octubre-noviembre de 1997.